# 20 Jahre – Live in Frankfurt
20 Jahre – Live in Frankfurt ist ein Videoalbum der deutschen Rockband Böhse Onkelz und zugleich das vierte Livealbum der Gruppe. Es wurde am 20. Oktober 2001 über das bandeigene Label Rule23 Recordings als Doppel-DVD und Doppel-CD in Form einer beidseitig bespielten DualDisc veröffentlicht.

## Inhalt
Das Album enthält den Live-Mitschnitt des Konzertes der Band vom 3. März 2001 in der Festhalle in Frankfurt am Main anlässlich ihres 20-jährigen Bestehens. Hierbei spielte die Gruppe Titel aus fast allen ihrer bis damals erschienenen Studioalben. Ursprünglich hätte das Jubiläumskonzert bereits im Herbst 2000 stattfinden sollen, wegen eines schweren Autounfalls des Sängers Kevin Russell am 16. November 2000, der dabei einen Oberschenkelhalsbruch erlitt, musste der Auftritt jedoch krankheitsbedingt auf den 3. März 2001 verschoben werden.

## Covergestaltung
Das Albumcover, entworfen von der Design-Agentur Die Gestalten in Berlin, ist in schwarz-weiß gehalten. Es zeigt einen Teil einer Einspannvorrichtung für Schlagzeug. Oben links im Bild befinden sich das Logo böhse onkelz und der Titel 20 Jahre – Live in Frankfurt. Der Hintergrund ist komplett in weiß gehalten.

## Titelliste
| DVDs | CDs |
| --- | --- |
| DVD 1 1. Intro/Festhallenjam – 2:36 2. 10/20 Jahre – 3:13 3. Wilde Jungs – 3:53 4. Dick und durstig – 2:11 5. Falsche Propheten – 3:11 6. Stöckel und Strapse – 2:26 7. Bomberpilot – 3:22 8. So sind wir – 3:44 9. Ich lieb’ mich – 1:33 10. Heute trinken wir richtig – 4:24 11. Heilige Lieder – 4:42 12. Finde die Wahrheit – 3:57 13. Onkelz 2000 – 4:09 14. Ich – 3:46 15. Ein langer Weg – 4:07 DVD 2 1. Benutz mich – 3:42 2. Wieder mal ’nen Tag verschenkt – 4:07 3. Danke für nichts – 3:39 4. Nichts ist für die Ewigkeit – 5:25 5. Paradies – 3:26 6. Terpentin – 3:49 7. Wir ham’ noch lange nicht genug – 4:11 8. Mexico – 2:55 9. Erinnerungen – 5:52 | CD 1 1. 10/20 Jahre – 3:13 2. Wilde Jungs – 3:53 3. Dick und durstig – 2:11 4. Falsche Propheten – 3:11 5. Stöckel und Strapse – 2:26 6. Bomberpilot – 3:22 7. So sind wir – 3:44 8. Ich lieb’ mich – 1:33 9. Heute trinken wir richtig – 4:24 10. Alkohol (Live-Mix/Festhallenchor) – 4:33 11. Oratorium – 1:27 12. Heilige Lieder – 4:42 13. Finde die Wahrheit – 3:57 14. Onkelz 2000 – 4:09 15. Ich – 3:46 16. Ein langer Weg – 4:07 CD 2 1. Benutz mich – 3:42 2. Wieder mal ’nen Tag verschenkt – 4:07 3. Danke für nichts – 3:39 4. Nichts ist für die Ewigkeit – 5:25 5. Paradies – 3:26 6. Terpentin – 3:49 7. Wir ham’ noch lange nicht genug – 4:11 8. Mexico – 2:55 9. Erinnerungen – 5:52 10. Festhallenjam – 3:14 11. Alkohol (Bonus-Mix/Festhallenchor) – 4:33 |

## Chartplatzierungen und Auszeichnungen
Das Videoalbum erreichte Platz 19 der deutschen Albumcharts und hielt sich fünf Wochen in den Top 100.
20 Jahre – Live in Frankfurt wurde 2006 für mehr als 75.000 verkaufte DVDs mit Dreifach-Gold in Deutschland ausgezeichnet.